# Protapanteles ripus
Protapanteles ripus är en stekelart som först beskrevs av Papp 1983.  Protapanteles ripus ingår i släktet Protapanteles och familjen bracksteklar. Inga underarter finns listade i Catalogue of Life.